# Kennacraig
Kennacraig (skotsk gaeliska: Ceann na Creige) är en by vid fjorden West Loch Tarbert i kommunen Argyll and Bute i västra Skottland. Byn ligger några kilometer söder om Tarbert på halvön Kintyre.
Byn är mest känd för att färjorna till Islay, Jura och Colonsay avgår från den närliggande klippön Eilean Ceann na Creige. Caledonian MacBrayne driver färjeverksamheten.
Det gaeliska namnet ceann na creige betyder ungefär ’klippans spets’, och eilean betyder ö.

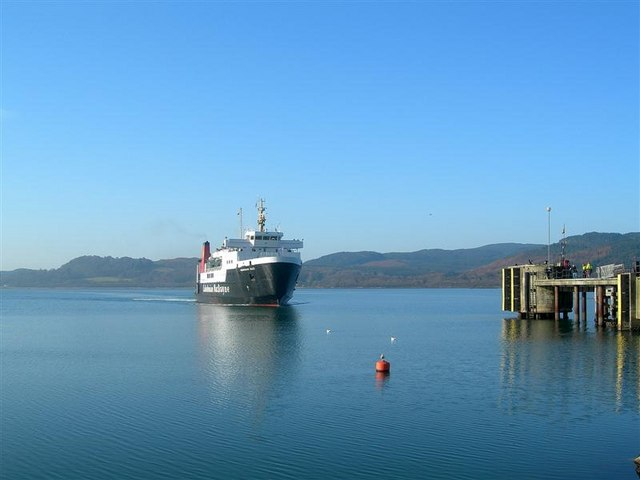
Färja anländer till Kennacraig.